# Tomori-Stadion
Das Tomori-Stadion (albanisch Stadiumi Tomori) ist ein Fußballstadion in Berat, Albanien. Es wird hauptsächlich für Fußballspiele verwendet und ist das Heimstadion des FK Tomori Berat. Es bietet 14.500 Zuschauern Platz und ist damit das drittgrößte Stadion des Landes.
Bei der Eröffnung am 15. Mai 1985, als Tomori Berat gegen die Nationalmannschaft gewann, befanden sich 16.500 Zuschauer im Stadion.